# کوه ماکولود
کوه ماکولود (به لاتین: Mount Macolod) یک کوه در فیلیپین است که در کالابارزون واقع شده‌است. کوه ماکولود ۹۵۷ متر بالاتر از سطح دریا واقع شده‌است.